# Gemarkung Schwarzenbach am Wald
Die Gemarkung Schwarzenbach am Wald ist eine Gemarkung im Landkreis Hof, die vollständig auf dem Kommunalgebiet der Stadt Schwarzenbach am Wald liegt.

## Geografie
Die Gemarkung hat eine Fläche von 496,91 Hektar und liegt im nordöstlichen Teil des Schwarzenbacher Kommunalgebietes. Sie hat den Gemarkungsschlüssel 1925 und besteht aus einem einzigen Gemarkungsteil. Auf der Gemarkung liegen die Schwarzenbacher Gemeindeteile Dorschenmühle und Schwarzenbach, die bereits vor dem Beginn der Gebietsreform in Bayern zur Stadt Schwarzenbach am Wald gehört hatten.

### Benachbarte Gemarkungen
Die Nachbargemarkungen sind:
| - Gemarkung Döbra - Gemarkung Heinersreuth - Gemarkung Meierhof | - Gemarkung Schwarzenstein - Gemarkung Straßdorf |